# 近ノ島駅
近ノ島駅（ごんのしまえき）は、岐阜県岐阜市近島にあった名古屋鉄道揖斐線の駅である。急行列車は停車しなかった。

## 歴史
1914年（大正3年）に揖斐線の前身である岐北軽便鉄道の駅として開業した。1938年（昭和13年）には長良川の改修工事が行われるため当駅を含む忠節駅 - 尻毛駅間が休止となったが、従来の位置の西側に駅を移転新設（近ノ島（西）と表記される）したことで翌年には同駅と尻毛駅との間で運転が再開された。その後1941年（昭和16年）には忠節駅までの区間も運転を再開している。
戦後の1948年（昭和23年）には長良川を渡る忠節橋が架け替えられ、岐阜市街地から岐阜市内線が川を越えて延伸してきた。同線と忠節駅にて接続を果たすため1954年（昭和29年）に揖斐線の経路が変更され、このとき新線上に近ノ島駅が移転開業した。以後、揖斐線は岐阜市内線と直通運転を実施していたが、2005年（平成17年）に両線とも廃止、当駅も廃駅となった。
- 1914年（大正3年）3月29日 - 岐北軽便鉄道の忠節駅 - 北方町駅（のちの美濃北方駅）間の開通と同時に開業[5][6]。
- 1938年（昭和13年）
  - 8月4日 - 長良川改修工事のため営業休止[6][7]。
  - 10月12日 - 鉄道大臣あてに近ノ島（西）駅の新設届を提出[6]。
- 1939年（昭和14年）2月13日 - 近ノ島駅を移転の上、近ノ島（西）駅を新設[6]。同駅と尻毛駅の間で営業再開[2]。
- 1941年（昭和16年）12月20日 - 忠節駅 - 近ノ島（西）駅間が営業再開[2][7]。
- 1954年（昭和29年）12月20日 - 近ノ島（西）駅から近ノ島駅へ移転のうえ再開[6][7]。
- 2005年（平成17年）4月1日 - 揖斐線の忠節駅 - 黒野駅間の営業廃止により廃駅[7][8]。

## 駅構造
屋根つきの単式ホームがある地上駅。無人駅である。隣の忠節駅までの区間は複線化のための用地が確保されていたが、同区間が複線となることはなかった。

### 配線図
| ← 黒野方面 | 近ノ島駅 構内配線略図 | → 忠節方面 |
| 凡例 出典: |                       |            |

## 利用状況
- 『名古屋鉄道百年史』によると1992年度当時の1日平均乗降人員は69人であり、この値は岐阜市内線均一運賃区間内各駅（岐阜市内線・田神線・美濃町線徹明町駅 - 琴塚駅間）を除く名鉄全駅（342駅）中339位、 揖斐線・谷汲線（24駅）中21位であった[1]。

## 駅周辺
隣駅の旦ノ島駅同様に「島」が付く名前となっているのは、このあたりが長良川と伊自良川に囲まれた湿地帯で、かつては豪雨のたびに川が氾濫し集落が孤立していたことによる。昭和の高度経済成長期に周辺は岐阜市郊外の住宅地へと変貌している。廃線直前までには市街地化しており、田園風景もあまり見られなくなっている。かつての揖斐線は岐阜市街地中心へアクセスの役割を果たしていた。
駅周辺は廃線後もレール等の設備が撤去された以外放置状態だったが、名古屋鉄道による複線用地が確保されていた近ノ島駅前後の路線跡の宅地分譲が2018年に始まり、駅のホームがあった場所は集合住宅の駐車場となっている。

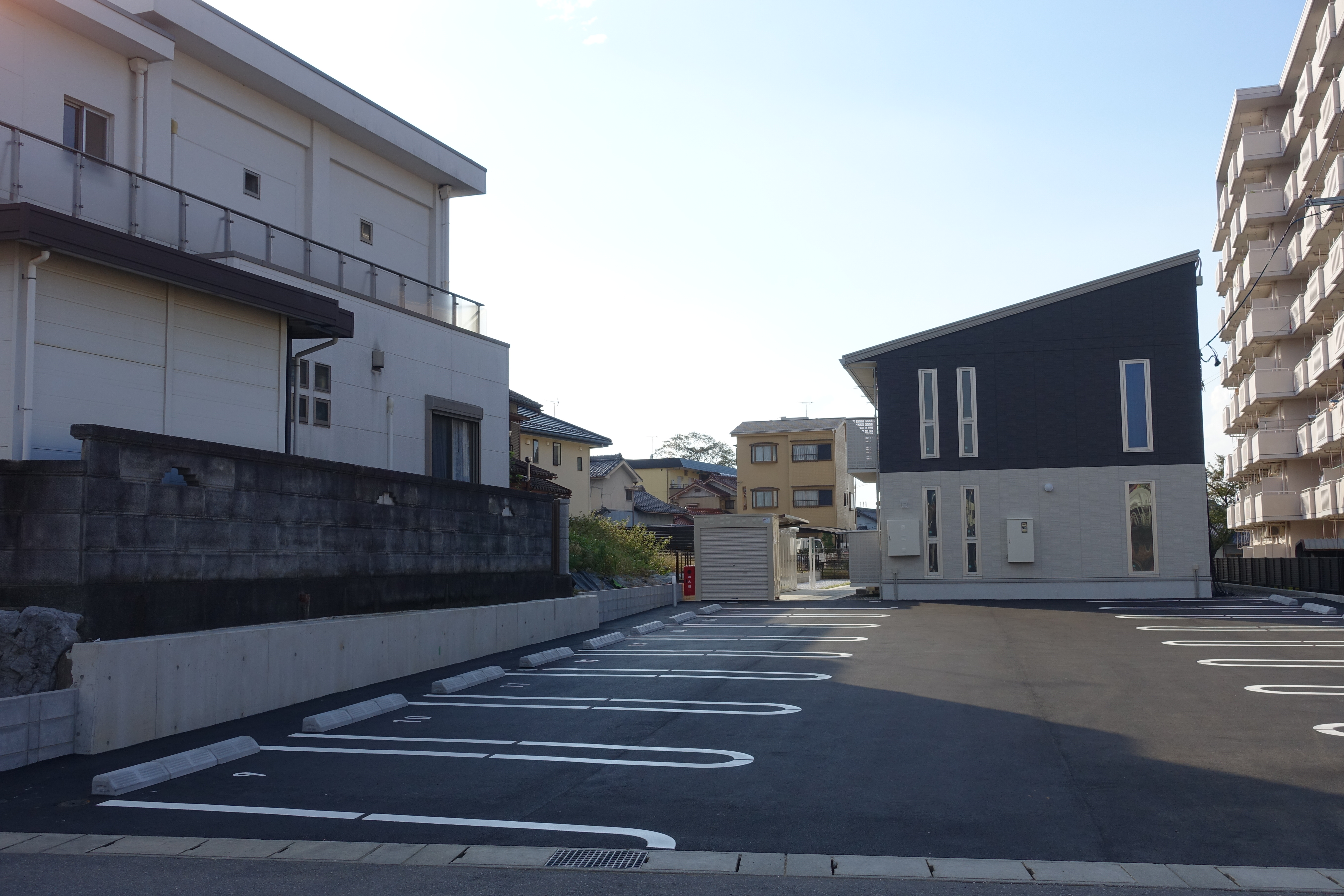
近ノ島駅跡地。左側のブロック塀沿いにホームが存在した。（2018年10月18日撮影）

- 近ノ島団地
- 岐阜北年金事務所
- 岐阜島郵便局

## 隣の駅
名古屋鉄道
揖斐線
忠節駅 - 近ノ島駅 - 旦ノ島駅
- 1969年（昭和44年）までは当駅と旦ノ島駅の間に萱場駅が存在した。